# لی کی-سون
لی کی-سون (انگلیسی: Lee Ki-soon؛ زادهٔ ۱۵ اوت ۱۹۶۶) بازیکن هندبال اهل کره جنوبی است.